# Tillandsia pruinosa
Tillandsia pruinosa Sw., 1797 è una pianta della famiglia delle Bromeliaceae.

## Distribuzione e habitat
L'areale di questa specie si estende dal Messico e dalla Florida, attraverso l'America centrale e i Caraibi, sino alla parte settentrionale del Sud America.